# 農林漁業成長産業化支援機構
株式会社農林漁業成長産業化支援機構（のうりんぎょぎょうせいちょうさんぎょうかしえんきこう、英語：Agriculture, forestry and fisheries Fund corporation for Innovation, Value-chain and Expansion Japan、略称：A-FIVE）は、農林漁業者の6次産業化事業を支援するために設立された官民ファンドで、20年間の時限組織である。

## 概要

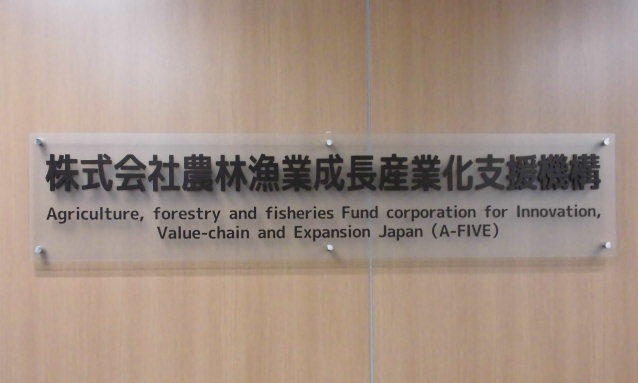
A- FIVE

英名の略称（A-FIVE）は、A=Agriculture,forestry and fisheries（農林漁業を）F=fund（ファンドの手法を活用し）I=Innovation（多様なビジネスモデルを創造し）V=Value-chain（事業者間のバリュー・チェーンを結合し）E=Expansion（地域活性化と海外展開を図ります）である。出資総額は、国：300億円と民間企業：18億円。事業としては、1次産業の農林漁業者と2次産業・3次産業の事業者が連携した6次産業化事業体（共同出資する会社）の経営支援（出資・資本性劣後ローンの提供）をする。サブファンドの出資期間は、最長15年間。各サブファンドは、地域やテーマに沿った6次産業化案件の募集・発掘もする。2014年12月22日までに支援決定したサブファンドは、51サブファンド（総額 743.02億円、うちA-FIVE出資分 371.51億円）である。
相談総計
は、327件になる。「六次産業化・地産地消法」に基づく事業計画の認定累計件数は、1,976件となっている。2013年度中に全都道府県をカバーする、約50のサブファンド設立を目標にしていた。

## 沿革
- 2011年（平成23年）- 3月1日、｢地域資源を活用した農林漁業者等による新事業の創出等及び地域の農林水産物の利用促進に関する法律｣（6次産業化・地産地消法）を施行。
- 2012年（平成24年）- 12月3日、「株式会社農林漁業成長産業化支援機構法」を施行[7][8]。
- 2013年（平成25年）- 1月、株式会社農林漁業成長産業化支援機構を設立[9]。 
  - 2月1日、株式会社農林漁業成長産業化支援機構が開業。
  - 3月25日、18サブファンドに対する出資に係る支援を決定[10]。
  - 5月27日、2サブファンドに対する出資に係る支援を決定[11]。
  - 6月24日、1サブファンドに対する出資に係る支援を決定[12]。
  - 7月29日、1サブファンドに対する出資に係る支援を決定[13]。
  - 8月26日、4サブファンドに対する出資に係る支援を決定[14]。
  - 9月6日、6次産業化中央サポート事業（うち6次産業化人材活動支援事業）の補助対象事業者に選定される[15][16]。
  - 9月11日、1サブファンドに対する出資に係る支援を決定[17][18]。
  - 9月30日、4サブファンドに対する出資に係る支援を決定[19]。
  - 10月28日、2サブファンドに対する出資に係る支援を決定[20][21]。
  - 11月25日、1サブファンドに対する出資に係る支援を決定[22]。
  - 12月19日、「都道府県6次産業化サポートセンター等連絡会議」を開催[23]。
  - 12月20日、2サブファンドに対する出資に係る支援を決定[24][25]。
- 2014年（平成26年）-　2月24日、3サブファンドに対する出資に係る支援を決定[26]。
  - 3月24日、2サブファンドに対する出資に係る支援を決定[27][28]。
  - 4月25日、1サブファンドに対する出資に係る支援を決定[29]
  - 5月27日、1サブファンドに対する出資に係る支援を決定[30]
  - 7月28日 、1サブファンドに対する出資に係る支援を決定[31]
  - 8月25日、2サブファンドに対する出資に係る支援を決定[32]
  - 9月29日、3サブファンドに対する出資に係る支援を決定[33]
  - 10月27日、1サブファンドに対する出資に係る支援を決定[34]
  - 12月22日、1サブファンドに対する出資に係る支援を決定[35][36]
- 2025年 (令和7年) - 解散予定[37]

## サブファンド
| 区 分          | 所在地                                            | ファンド名                                                         | GP（general partner）（ 無限責任組合員） | 出資構成 | 支援決定日     | 出資先 |
| -------------- | ------------------------------------------------- | ------------------------------------------------------------------ | --- | --- | -------------- | --- |
|                | 北海道                                            | 道銀アグリビジネス投資事業有限責任組合                             | 北海道ベンチャーキャピタル（株） （代表者）三浦淳一 （所在地）北海道札幌市北区北7条西2丁目20番地 | （株）北海道銀行：1,495百万円 北海道ベンチャーキャピタル（株）：5百万円 （株）農林漁業成長産業化支援機構：1,500百万円 | 2013年3月25日  | 北海道そば製粉株式会社 |
|                | 北海道                                            | 北洋6次産業化応援ファンド投資事業有限責任組合                      | 公益財団法人北海道中小企業総合支援センター （代表者）青木次郎 （所在地）北海道札幌市中央区北1条西2丁目2番地 | （株）北洋銀行：1,499百万円 公益財団法人北海道中小企業総合支援センター：1百万円 （株）農林漁業成長産業化支援機構：1,500百万円 | 2013年3月25日  | 株式会社どさんこミュゼ 株式会社ひこま豚 株式会社OcciGabi Winery |
|                | 岩手県                                            | きたぎん六次産業化支援ファンド投資事業有限責任組合（仮称）         | きたぎんリース・システム株式会社 （代表者）金澤陽一 （所在地）盛岡市材木町2番23きたぎん材木町ビル4F | （株）北日本銀行：249 百万円 きたぎんリース・システム（株）：1 百万円 （株）農林漁業成長産業化支援機構：250 百万円 | 2014年12月22日 | 株式会社岩手ファーマーズミート |
|                | 福島県                                            | ふくしま地域産業6次化復興ファンド投資事業有限責任組合              | 福島リカバリ（株） （代表者）山田泰秀 （所在地）福島県福島市栄町6-6NBFユニックスビル10F | （株）東邦銀行：400百万円 （株）みずほ銀行：250百万円 福島県：200百万円 （株）福島銀行：50百万円 （株）大東銀行：50百万円 福島信用金庫：10百万円 いわき信用組合：10百万円 相双信用組合：10百万円 福島リカバリ（株）：20百万円 （株）農林漁業成長産業化支援機構：1,000百万円                                                                                        | 2013年3月25日  | 株式会社ワンダーファーム |
|                | 宮城県 （東京都）                                 | 東北6次産業化ブリッジ投資事業有限責任組合                          | 山田ビジネスコンサルティング（株） （代表者）増田慶作 （所在地）東京都千代田区丸の内1-8-1丸の内トラストタワーN館14階 | （株）七十七銀行：1,000百万円 山田ビジネスコンサルティング（株）：10百万円 （株）農林漁業成長産業化支援機構：1,010百万円 | 2013年3月25日  | 株式会社アグリゲート東北 |
|                | 東京都 （栃木県）                                 | とちまる6次産業化成長応援ファンド投資事業有限責任組合              | みずほキャピタル（株） （代表者） 川端雅一 （所在地) 東京都千代田区内幸町1丁目2番1号 | （株）足利銀行：680百万円 （株）みずほ銀行：230百万円 足利小山信用金庫：10百万円 大田原信用金庫：10百万円 烏山信用金庫：10百万円 鹿沼相互信用金庫：10百万円 佐野信用金庫：10百万円 栃木信用金庫：10百万円 那須信用組合：5百万円 真岡信用組合：5百万円 みずほキャピタル（株）：20百万円 （株）農林漁業成長産業化支援機構：1,000百万円                               | 2013年9月11日  | もったいねーべ株式会社 株式会社つちのか |
|                | 群馬県                                            | 東和農林漁業 6 次産業化応援投資事業有限責任組合（仮称）            | 東和銀リース（株） （代表者）福田忍 （所在地）前橋市本町2丁目14 番8号 | （株）東和銀行：390 百万円 （株）みずほ銀行：100 百万円 東和銀リース（株）：10 百万円 （株）農林漁業成長産業化支援機構：500 百万円 | 2014年9月29日  | |
|                | 群馬県                                            | 上野村活性化投資事業有限責任組合                                   | 一般社団法人上野村産業情報センター （代表者）松元平吉 （所在地）群馬県多野郡上野村大字楢原310-1 | 上野村：499百万円 一般社団法人上野村産業情報センター：1百万円 （株）農林漁業成長産業化支援機構：500 百万円 | 2013年3月25日  | |
|                | 東京都 （埼玉県）                                 | 埼玉りそな6次産業化応援ファンド投資事業有限責任組合                | 日本ベンチャーキャピタル （株） （代表者）奥原主一 （所在地）東京都港区赤坂7丁目 1番16号 | （株）埼玉りそな銀行： 240百万円 日本ベンチャーキピタル （株）：10百万円 （株） 農林漁業成長産化支援機構： 250百万円 | 2013年9月30日  | |
|                | 茨城県                                            | 常陽大地と海の成長支援ファンド投資事業有限責任組合（仮称）         | （株）常陽産業研究所 （代表者）鈴木祥順 （所在地）茨城県水戸市三の丸1丁目5番18号 | （株）常陽銀行：499百万円 （株）常陽産業研究所：1百万円 （株）農林漁業成長産業化支援機構：500百万円 | 2013年8月26日  | 株式会社みずほジャパン |
|                | 千葉県                                            | ちば農林漁業6次産業化 投資事業有限責任組合                         | ちばぎんキャピタル（株） （代表者）中上川友哉 （所在地）千葉県千葉市中央区千葉港8-4 | （株）千葉銀行：461百万円 （株）京葉銀行：195百万円 （株）千葉興業銀行：164百万円 君津信用組合：20百万円 佐原信用金庫：20百万円 館山信用金庫：20百万円 千葉信用金庫：20百万円 銚子商工信用組合：20百万円 銚子信用金庫：20百万円 東京ベイ信用金庫：20百万円 房総信用組合：20百万円 ちばぎんキャピタル（株）：20百万円 （株）農林漁業成長産業化支援機構：1,000百万円 | 2013年3月25日  | 東京デリカテッセン株式会社 香取プロセスセンター株式会社 ジャパンホートビジネス株式会社 |
|                | 長野県                                            | 信州アグリイノベーションファンド投資事業有限責任組合               | 八十二キャピタル（株） （代表者）桐澤範男 （所在地）長野県長野市大字南長野南石堂町1282番地11 | （株）八十二銀行：290百万円 長野県信用農業協同組合連合会：200百万円 八十二キャピタル（株）：10百万円 （株）農林漁業成長産業化支援機構：500百万円 | 2013年5月27日  | 株式会社フレッシュベジ加工 日本ワイン農業研究所株式会社 |
|                | 静岡県                                            | しずおか農林漁業成長産業化投資事業有限責任組合                     | 静岡キャピタル（株） （代表者）水谷林蔵 （所在地）静岡県静岡市清水区草薙1丁目13番10号 | （株）静岡銀行：240百万円 静岡キャピタル（株)：10百万円 （株）農林漁業成長産業化支援機構：250百万円 | 2013年3月25日  | |
|                | 山梨県                                            | やまなし6次産業化応援投資事業有限責任組合（仮称）                  | 山梨中銀経営コンサルティング（株） （代表者）降矢英文 （所在地）山梨県甲府市丸の内 1-20-8 | （株）山梨中央銀行：249 百万円 山梨中銀経営コンサルティング（株）：1 百万円 （株）農林漁業成長産業化支援機構：250 百万円 | 2015年3月24日  | |
| 広域ファンド   | 東京都                                            | 農林水産業投資事業有限責任組合                                     | 農林水産業協同投資（株） （代表者）本井秀樹 （所在地）東京都千代田区有楽町1-13-2 | 農林中央金庫：2,899.95百万円 全国共済農業協同組合連合会：2,100百万円 農林水産業協同投資(株)：0.05百万円 （株）農林漁業成長産業化支援機構：5,000百万円 | 2013年3月25日  | 株式会社茨城もぎたてファクトリー 株式会社ピュアディッシュ 株式会社米心石川 株式会社J-ACEひびき 株式会社西粟倉・森の学校 株式会社マイセンファインフード いずも食品加工株式会社 株式会社みらいトレーディング ベルグ福島株式会社 |
| 広域ファンド   | 東京都                                            | みずほ一次産業成長支援 投資事業有限責任組合等                      | みずほキャピタル（株） （代表者）川端雅一 （所在地）東京都千代田区内幸町一丁目2番1号 | （株）みずほ銀行及びみずほキャピタル（株）：5,000百万円 （（株）農林漁業成長産業化支援機構：5,000百万円 ※地域金融機関と連携し、みずほ銀行（株）及びみずほキャピタル（株）からの出資を含め民間資金最大5,000百万円を想定 | 2013年3月25日  | |
| 広域ファンド   | 東京都（青森県） （秋田県） （岩手県） （山形県） | とうほくのみらい応援ファンド投資事業有限責任組合                   | みずほキャピタル（株） （代表者）川端雅一 （所在地）東京都千代田区内幸町1丁目2番1号 | （株）荘内銀行：200百万円 （株）東北銀行：200百万円 （株）北都銀行：200百万円 （株）みちのく銀行：200百万円 （株）みずほ銀行：180百万円 みずほキャピタル（株）：20百万円 （株）農林漁業成長産業化支援機構：1,000百万円 | 2013年3月25日  | 株式会社おおのミルク工房 株式会社あおもり海山 |
| 広域ファンド   | 東京都（青森県） （秋田県） （岩手県） （山形県） | 東北6次産業化サポート 投資事業有限責任組合                         | 三菱UFJキャピタル（株） （代表者）安藤啓 （所在地）東京都中央区日本橋1丁目7番17号 | （株）青森銀行：244.75百万円 （株）秋田銀行：244.75百万円 （株）岩手銀行：244.75百万円 （株）山形銀行：244.75百万円 （株）三菱東京UFJ銀行 20百万円 三菱UFJキャピタル（株）1百万円 （株）農林漁業成長産業化支援機構：1,000百万円 | 2013年5月27日  | 株式会社ヒロサキ |
| 広域ファンド   | 東京都                                            | SMBC6次産業化ファンド投資事業有限責任組合                          | つくばテクノロジーシード（株） （代表者） 佐々木美樹 （所在地） 東京都千代田区神田錦町3-14-3錦町ビル6階 | SMBCアグリファンド投資事業有限責任組合：999百万円 ※投資事業有限責任組合の概要 GP：つくばテクノロジーシード（株） LP：（株）三井住友銀行等出資総額：3,000百万円 つくばテクノロジーシード（株）：1百万円 （株）農林漁業成長産業化支援機構：1,000百万円 | 2013年7月29日  | 株式会社ジャパンアグリイノベーション 株式会社神明アグリイノベーション くしもと両濱株式会社 |
| テーマファンド | 東京都                                            | ぐるなび6次産業化パートナーズ 投資事業有限責任組合                 | （株）ぐるなび6次産業化パートナーズ （代表者）飯塚久夫 （所在地）東京都千代田区有楽町1-2-2東宝日比谷ビル | （株）ぐるなび：499百万円 （株）ぐるなび6次産業化パートナーズ：1百万円 （株）農林漁業成長産業化支援機構：500百万円 | 2013年3月25日  | |
| テーマファンド | 東京都                                            | エー・ピー投資事業有限責任組合                                     | （株）エーピーアセットマネジメント （代表者）中井努 （所在地）東京都港区赤坂2-17-22赤坂ツインタワー東館18F | （株）エー・ピーカンパニー：499百万円 （株）エーピーアセットマネジメント：1百万円 （株）農林漁業成長産業化支援機構：500百万円 | 2013年3月25日  | 株式会社カゴシマバンズ |
|                | 新潟県                                            | だいし食品産業活性化ファンド 投資事業有限責任組合                  | だいし経営コンサルティング（株） （代表者）須藤一 （所在地）新潟県新潟市中央区東大通2丁目1番18号 | （株）第四銀行：249百万円 だいし経営コンサルティング（株）：1百万円 （株）農林漁業成長産業化支援機構：250百万円 | 2013年3月25日  | 株式会社にいがたワインビレッジ 株式会社新潟農商 |
|                | 新潟県                                            | ほくえつ六次産業化応援ファンド投資事業有限責任組合（仮称）         | 北越リース（株） （代表者）稲葉崇 （所在地）長岡市今朝白1丁目9番20号 | （株）北越銀行：249 百万円 北越リース（株）：1 百万円 （株）農林漁業成長産業化支援機構：250 百万円 | 2014年10月27日 | |
|                | 福井県                                            | 福銀 6 次産業化投資事業有限責任組合（仮称）                        | 福銀ビジネスサービス（株） （代表者）神﨑 典央 （所在地）福井市順化 1 丁目1番1号 | （株）福井銀行：499 百万円 福銀ビジネスサービス（株）：1 百万円 （株）農林漁業成長産業化支援機構：500 百万円 | 2014年9月29日  | |
|                | 愛知県                                            | あいち・じもと農林漁業成長応援ファンド投資事業有限責任組合（仮称） | （株）名古屋リース （代表者） 笠原洋司 （所在地） 名古屋市中区上前津二丁目4番5号名銀上前津ビル3F | （株）名古屋銀行：100 百万円 （株）みずほ銀行：80 百万円 豊橋信用金庫：50 百万円 瀬戸信用金庫：50 百万円 豊川信用金庫：50 百万円 豊田信用金庫：50 百万円 碧海信用金庫：50 百万円 西尾信用金庫：50 百万円 蒲郡信用金庫：50 百万円 （株）名古屋リース：10 百万円 （株）農林漁業成長産業化支援機構：540 百万円                                                        | 2014年2月24日  | |
|                | 岐阜県                                            | じゅうろく六次産業化ファンド投資事業有限責任組合（仮称）           | （株）十六リース株式会社） （代表者) 村松肇 （所在地） 岐阜県岐阜市神田町七丁目 12 番地 | （株）十六銀行：200 百万円 （株）十六リース株式会社：50 百万円 （株）農林漁業成長産業化支援機構：250 百万円 | 2013年12月20日 | |
|                | 三重県                                            | 百五6次産業化投資事業有限責任組合（仮称）                          | 百五リース（株） （代表者）國分昭男 （所在地）三重県津市栄町三丁目123番地1 | （株）百五銀行：195百万円 （株）みずほ銀行：50百万円 百五リース（株）：5百万円 （株）農林漁業成長産業化支援機構：250百万円 | 2013年8月26日  | |
|                | 滋賀県                                            | しが農林漁業成長産業化投資事業有限責任組合（仮称）                 | しがぎんリース・キャピタル（株） （代表者）西川健三郎 （所在地）大津市浜町4番28号浜町ビル | （株）滋賀銀行：205 百万円 滋賀中央信用金庫：10 百万円 湖東信用金庫：10 百万円 長浜信用金庫：10 百万円 滋賀県信用組合：5 百万円 しがぎんリース・キャピタル（株）：10 百万円 （株）農林漁業成長産業化支援機構：250 百万円 | 2014年8月25日  | |
|                | 奈良県                                            | ナント 6 次産業化サポート投資事業有限責任組合（仮称）              | 南都リース（株） （代表者） 米田清貴 （所在地） 奈良市大森町52番地の１ | （株）南都銀行：249 百万円 南都リース（株）：1 百万円 （株）農林漁業成長産業化支援機構：250 百万円 | 2014年8月25日  | 株式会社ポタジエ |
|                | 京都府                                            | きょうと農林漁業成長応援ファンド投資事業有限責任組合（仮称）       | テクノロジーシードインキュベーション（株）（代表者）徃西裕之 （所在地）京都市下京区松原通烏丸西入玉津嶋町316-2 京銀リース・キャピタル（株） （代表者）勝田純一 （所在地）京都市下京区烏丸通七条下る東塩小路町731番地                                                              | （株）京都銀行：448百万円 京都信用金庫：20百万円 京都中央信用金庫：20百万円 京都北都信用金庫：10百万円 テクノロジーシードインキュベーション（株）：1百万円 京銀リース・キャピタル（株）：1百万円（株） 農林漁業成長産業化支援機構：500百万円 | 2014年4月25日  | |
|                | 和歌山県                                          | 紀陽6次産業化投資事業有限 責任組合（仮称）                         | 紀陽リース・キャピタル（株） （代表者） 松下 嘉夫 （所在地）和歌山県和歌山市7番丁24番地 | （株）紀陽銀行：390百万円 （株）みずほ銀行：100百万円 紀陽リース・キャピタル（株）：10百万円 （株）農林漁業成長産業化支援機構：500百万円 | 2013年8月26日  | 株式会社食縁 |
|                | 兵庫県                                            | ひょうご6次産業化ファンド投資事業有限責任組合（仮称）              | みなとキャピタル（株） （代表者）庵原 敬吾 （所在地）兵庫県神戸市兵庫区水木通1丁目4番7号 | （株）みなと銀行：480百万円 淡陽信用組合：10百万円 みなとキャピタル（株）：10百万円 （株）農林漁業成長産業化支援機構：500百万円 | 2013年11月25日 | 株式会社特産野菜ネット |
|                | 兵庫県                                            | 但馬・養父 6 次産業化支援ファンド投資事業有限責任組合（仮称）      | 但銀リース（株） （代表者）小高吉彦 （所在地）豊岡市千代田町1番24号 | （株）但馬銀行：50 百万円 （株）みずほ銀行：48 百万円 但銀リース（株）：2 百万円 （株）農林漁業成長産業化支援機構：100 百万円 | 2014年9月29日  | |
|                | 岡山県                                            | ちゅうぎんアグリサポートファンド投資事業有限責任組合               | 中銀リース （株） （代表者） 大川哲也 （所在地）岡山県岡山市北区丸の内1丁目14 番17号 | （株）中国銀行： 249 百万円 中銀リース （株）：1百万円 （株)農林漁業成長産化支援機構構： 250百万円 | 2013年9月30日  | 株式会社ベジタコーポレーション |
|                | 岡山県                                            | トマト 6 次産業化応援投資事業有限責任組合（仮称）                  | トマトリース（株） （代表者） 横田 博 （所在地） 岡山市北区中山下一丁目 9 番 1 号 みずほキャピタル（株） （代表者） 川端雅一 （所在地）東京都千代田区内幸町一丁目 2 番 1 号日土地内幸町ビル 6F サブファンド設立・立ち上げ後当面の間は、みずほキャピタル（株）も共同 GP に就任する | （株）トマト銀行：390 百万円 （株）みずほ銀行：100 百万円 トマトリース（株）：5 百万円 みずほキャピタル（株）：5 百万円 （株）農林漁業成長産業化支援機構：500 百万円 | 2013年12月20日 | 里山アグリ株式会社 |
|                | 広島県                                            | ひろしまアグリ振興投資事業 有限責任組合（仮称）                    | （株）広島ベンチャーキャピタル （代表者）稲葉琢也 （所在地）広島県広島市中区銀山町3番1号\| | （株）広島銀行：290百万円 広島信用金庫：100百万円 （株）みずほ銀行：100百万円 （株）広島ベンチャーキャピタル：10百万円 （株）農林漁業成長産業化支援機構：500百万円 | 2013年8月26日  | 株式会社アグリンクエブリイ広島 |
|                | 島根県                                            | ごうぎん農林漁業応援ファンド投資事業有限責任組合（仮称）           | ごうぎんキャピタル（株） （代表者） 千家充伸 （所在地）島根県松江市白潟本町71番地 | （株）山陰合同銀行：370百万円 （株）みずほ銀行：100百万円 ごうぎんキャピタル（株）：30百万円 （株）農林漁業成長産業化支援機構：500百万円 | 2014年3月24日  | |
|                | 山口県                                            | 投資事業有限責任組合さいきょう農林漁業成長産業化ファンド           | （株）エス・ケイ・ベンチャーズ （代表者）西祐司 （所在地）山口県周南市銀南街4番地 | （株）西京銀行：490百万円 （株）エス・ケイ・ベンチャーズ：10百万円 （株）農林漁業成長産業化支援機構：500百万円 | 2013年3月25日  | 株式会社さんまいん |
|                | 香川県                                            | トモニ6次産業化サポート投資事業有限責任組合                        | トモニリース（株） （代表者） 山田 安博 （所在地） 香川県高松市亀井町7番地1 | （株）香川銀行：124百万円 （株）徳島銀行：124百万円 （株）徳銀キャピタル：1百万円 トモニリース（株）：1百万円 （株）農林漁業成長産業化支援機構：250百万円 | 2013年9月30日  | |
|                | 香川県                                            | 百十四 6次産業化 投資事業有限責任組合（仮称）                      | 百十四リース（株） （代表者）石川浩 （所在地） 香川県高松市亀井町5番地1 | （株）百十四銀行：249百万円 百十四リース（株）：1百万円 （株）農林漁業成長産業化支援機構：250百万円 | 2014年2月24日  | |
|                | 徳島県                                            | あわぎん6次産業化投資事業有限責任組合（仮称）                      | 阿波銀ビジネスサービス（株） （代表者） 鎌元真澄 （所在地） 徳島県徳島市西船場町2丁目24-1 | （株）阿波銀行：490百万円 阿波銀ビジネスサービス（株）：10百万円 （株）農林漁業成長産業化支援機構：500百万円 | 2013年10月28日 | 株式会社はらだ牧場 |
|                | 高知県                                            | しぎん6次産業化応援ファンド投資事業有限責任組合（仮称）            | （株）四銀地域経済研究所 （代表者） 吉村公孝 （所在地） 高知市菜園場町1番21号 | （株）四国銀行：390 百万円 （株）みずほ銀行：100 百万円 （株）四銀地域経済研究所：10 百万円 （株）農林漁業成長産業化支援機構：500 百万円 | 2014年2月24日  | |
|                | 愛媛県                                            | いよエバーグリーン6次産業化応援ファンド投資事業有限責任組合        | いよぎんキャピタル（株） （代表者）中 敦之 （所在地）愛媛県松山市南堀端町1番地 | （株）伊予銀行：970百万円 いよぎんキャピタル（株）：30百万円 （株）農林漁業成長産業化支援機構：1,000百万円 | 2013年3月25日  | ファンガーデン株式会社 株式会社佐田岬の鬼 |
|                | 愛媛県                                            | えひめガイヤ成長産業化支援ファンド投資事業有限責任組合             | ひめぎん総合リース（株） （代表者）岩﨑浩二 （所在地）愛媛県松山市勝山町2丁目1番地 | （株）愛媛銀行：980百万円 ひめぎん総合リース（株）：20百万円 （株）農林漁業成長産業化支援機構：1,000百万円 | 2013年3月25日  | 株式会社いなほ農園 |
|                | 福岡県                                            | NCB九州6次化応援 投資事業有限責任組合                              | （株）NCBリサーチ＆コンサルティング （代表者）古賀恭介 （所在地）福岡県福岡市博多区下川端町2番1号 | （株）西日本シティ銀行：995百万円 （株）NCBリサーチ&コンサルティング：5百万円 （株）農林漁業成長産業化支援機構：1,000百万円 | 2013年3月25日  | 株式会社ヴァンベールフーズ 西日本フレッシュフーズ株式会社 西日本水産株式会社 沖縄栽培水産株式会社 株式会社タケノフードサービス 株式会社ファームクリエイト                                                                     |
|                | 福岡県                                            | 十八6次産業化支援投資事業有限責任組合                              | （株）ドーガン・インベストメンツ （代表者） 森大介 （所在地）福岡県福岡市中央区大名2丁目4番22号 | 『元気な長崎』応援投資事業有限責任組合： 500百万円 ※投資事業有限責任組合の概要 GP：（株）ドーガン・インベストメンツ LP：（株）十八銀行 出資総額：1,500百万円 （株）ドーガン・インベストメンツ：1百万円 （株）農林漁業成長産業化支援機構：501百万円 | 2013年6月24日  | |
|                | 福岡県                                            | FFG農林漁業成長産業化支援投資事業有限責任組合（仮称）              | （株）福岡キャピタルパートナーズ （代表者） 山川正翁 （所在地）福岡県福岡市博多区上川端町12番20号 | （株）福岡銀行：999 百万円 （株）福岡キャピタルパートナーズ：1 百万円 （株）農林漁業成長産業化支援機構：1,000 百万円 | 2014年7月28日  | |
|                | 佐賀県                                            | さぎん6次産業化投資事業有限責任組合第1号（仮称）                   | （株）佐銀キャピタル&コンサルティング （代表者） 鴨打裕 （所在地） 佐賀県佐賀市唐人2丁目7番20号 | （株）佐賀銀行：245百万円 （株）佐銀キャピタル&コンサルティング：5百万円 （株）農林漁業成長産業化支援機構：250百万円 | 2013年10月28日 | |
|                | 熊本県                                            | 肥後6次産業化投資事業有限責任組合                                  | 肥銀キャピタル（株） （代表者）藤本英昭 （所在地）熊本県熊本市中央区下通一丁目9番9号 | （株）肥後銀行：490百万円 肥銀キャピタル（株）：10百万円 （株）農林漁業成長産業化支援機構：500百万円 | 2013年3月25日  | 創成株式会社 株式会社マース 株式会社熊本玄米研究所 |
|                | 大分県                                            | おおいた農林漁業事業化支援 ファンド投資事業有限責任組合            | 大分ベンチャーキャピタル（株） （代表者）阿知波孝典 （所在地）大分県大分市中央町二丁目9番24号 | （株）大分銀行：960百万円 大分リース（株）：10百万円 大分中央保険（株）： 10百万円 大分ベンチャーキャピタル（株）：20百万円 （株）農林漁業成長産業化支援機構：1,000百万円 | 2013年3月25日  | |
|                | 宮崎県                                            | みやぎん6次産業化投資事業有限責任組合                              | 宮銀ベンチャーキャピタル（株） （代表者）原田正純 （所在地） 宮崎県宮崎市橘通東四丁目3番5号 | （株）宮崎銀行：498百万円 宮銀ベンチャーキャピタル（株）：2百万円 （株）農林漁業成長産業化支援機構：500百万円 | 2013年9月30日  | 株式会社岡崎牧場 株式会社シイカトウ |
|                | 鹿児島県                                          | かごしまアグリクラスター6次産業化投資事業有限責任組合（仮称）      | 鹿児島ディベロップメント（株） （代表者） 米澤秀和 （所在地）鹿児島県鹿児島市南栄6丁目1番地20 | （株）鹿児島銀行：499百万円 鹿児島ディベロップメント（株）：1百万円（株）農林漁業成長産業化支援機構：500百万円 | 2014年3月24日  | 株式会社さつま福永牧場 |
|                | 沖縄県                                            | りゅうぎん 6 次産業化ファンド投資事業有限責任組合（仮称）          | 山田ビジネスコンサルティング（株） （代表者）増田 慶作 （所在地）東京都千代田区丸の内 1-8-1 丸の内トラストタワーN 館 14 階 | （株）琉球銀行：245 百万円 山田ビジネスコンサルティング（株）：5 百万円 （株）農林漁業成長産業化支援機構：250 百万円 | 2014年5月27日  | 株式会社食のかけはしカンパニー |

## 出資先
| 事業者                                     | 所在地                 | サブファンド                                                                                  | 出資決定額           | 出資決定時期   |
| ------------------------------------------ | ---------------------- | --------------------------------------------------------------------------------------------- | -------------------- | -------------- |
| 株式会社OcciGabi Winery                    | 北海道余市郡余市町     | 北洋6次産業化応援ファンド投資事業有限責任組合                                                 | 76百万円             | 2013年9月      |
| ジャパンホートビジネス株式会社（設立予定） | 千葉県富里市           | ちば農林漁業6次産業化投資事業有限責任組合                                                     | 50百万円             | 2013年9月      |
| 沖縄栽培水産株式会社                       | 沖縄県八重山郡与那国町 | NCB九州6次化応援投資事業有限責任組合                                                          | 40百万円             | 2013年9月      |
| 西日本水産株式会社（設立予定）             | 福岡県福岡市           | NCB九州6次化応援投資事業有限責任組合                                                          | 60百万円             | 2013年10月9日  |
| e-フレッシュ株式会社                       | 宮城県仙台市           | 東北6次産業化ブリッジ投資事業有限責任組合                                                     | 100百万円            | 2013年11月11日 |
| 株式会社みらいトレーディング               | 東京都千代田区         | 農林水産業協同投資事業有限責任組合                                                            | 20百万円             | 2013年11月11日 |
| 株式会社あおもり海山                       | 青森県西津軽郡深浦町   | とうほくのみらい応援ファンド投資事業有限責任組合                                              | 100百万円            | 2014年1月27日  |
| 有限会社おおのミルク工房                   | 岩手県九戸郡洋野町     | とうほくのみらい応援ファンド投資事業有限責任組合                                              | 13百万円             | 2014年3月10日  |
| 株式会社熊本玄米研究所                     | 熊本県菊池郡大津町     | 肥後6次産業化投資事業有限責任組合                                                             | 30百万円             | 2014年3月10日  |
| 株式会社マイセンファインフード             | 福井県鯖江市           | 農林水産業投資事業有限責任組合                                                                | 50百万円             | 2014年4月15日  |
| 株式会社ベジタコーポレーション             | 広島県福山市           | ちゅうぎんアグリサポートファンド投資事業有限責任組合                                          | 100百万円            | 2014年4月15日  |
| いずも食品加工株式会社                     | 福岡県糸島市           | 農林水産業投資事業有限責任組合                                                                | 35百万円             | 2014年4月15日  |
| 株式会社カゴシマバンズ                     | 鹿児島県霧島市         | エー・ピー投資事業有限責任組合                                                                | 30百万円             | 2014年4月15日  |
| 株式会社ひこま豚                           | 北海道茅部郡森町       | 北洋6次産業化応援ファンド投資事業有限責任組合                                                 | 3百万円              | 2014年5月12日  |
| 株式会社J-ACEひびき                        | 埼玉県川越市           | 農林水産業投資事業有限責任組合                                                                | 150百万              | 2014年5月12日  |
| 株式会社神明アグリイノベーション           | 東京都中央区           | SMBC6次産業化ファンド投資事業有限責任組合                                                     | 10百万円             | 2014年5月12日  |
| 日本ワイン農業研究所株式会社               | 長野県東御市           | 信州アグリイノベーション投資事業有限責任組合                                                  | 68.1百万             | 2014年5月12日  |
| 株式会社西粟倉・森の学校                   | 岡山県英田郡西粟倉村   | 農林水産業投資事業有限責任組合                                                                | 163.3百万円          | 2014年5月12日  |
| 株式会社いなほ農園                         | 愛媛県八幡浜市         | えひめガイヤ成長産業化支援ファンド投資事業有限責任組合                                        | 15百万円             | 2014年5月12日  |
| 西日本フレッシュフーズ株式会社             | 熊本県熊本市           | NCB九州6次化応援投資事業有限責任組合                                                          | 150百万円            | 2014年5月12日  |
| 株式会社ワンダーファーム                   | 福島県いわき市         | ふくしま地域産業6次化復興ファンド投資事業有限責任組合                                         | 240百万円            | 2014年5月30日  |
| 香取プロセスセンター株式会社               | 千葉県香取市           | ちば農林漁業6次産業化投資事業有限責任組合                                                     | 50百万円             | 2014年5月30日  |
| 株式会社フレッシュベジ加工                 | 長野県長野市           | 信州アグリイノベーションファンド投資事業有限責任組合                                          | 45百万円             | 2014年5月30日  |
| 株式会社佐田岬の鬼                         | 愛媛県松山市           | いよエバーグリーン6次産業化応援ファンド投資事業有限責任組合                                   | 75百万円             | 2014年5月30日  |
| 株式会社にいがたワインビレッジ             | 新潟県新潟市           | だいし食品産業活性化ファンド投資事業有限責任組合                                              | 50百万円             | 2014年6月23日  |
| 株式会社米心石川                           | 石川県金沢市           | 農林水産業投資事業有限責任組合                                                                | 260百万円            | 2014年7月4日   |
| 株式会社マース                             | 熊本県上益城郡益城町   | 肥後6次産業化投資事業有限責任組合                                                             | 99.5百万円           | 2014年7月4日   |
| 株式会社アグリゲート東北                   | 山形県西村山郡         | 東北6次産業化ブリッジ投資事業有限責任組合                                                     | 6.9百万円            | 2014年8月8日   |
| 株式会社ジャパンアグリイノベーション       | 茨城県古河市           | SMBC6次産業化ファンド投資事業有限責任組合 常陽 大地と海の成長支援ファンド投資事業有限責任組合 | 24.8百万円 6.2百万円 | 2014年8月8日   |
| 東京デリカテッセン株式会社                 | 千葉県旭市             | ちば農林漁業6次産業化投資事業有限責任組合                                                     | 35百万円             | 2014年8月8日   |
| 株式会社ピュアディッシュ                   | 千葉県千葉市           | 農林水産業投資事業有限責任組合                                                                | 60百万円             | 2014年8月8日   |
| 株式会社食縁                               | 和歌山県新宮市         | 紀陽6次産業化投資事業有限責任組合                                                             | 134.9百万円          | 2014年8月8日   |
| 株式会社ヒロサ                             | 青森県弘前市           | 東北6次産業化サポート投資事業有限責任組合                                                     | 31.5百万円           | 2014年9月11日  |
| 株式会社つちのか                           | 栃木県足利市           | とちまる6次産業化成長応援ファンド投資事業有限責任組合                                         | 9百万円              | 2014年9月11日  |
| 株式会社特産野菜ネット                     | 兵庫県南あわじ市       | ひょうご6次産業化ファンド投資事業有限責任組合                                                 | 40百万円             | 2014年9月11日  |
| 株式会社アグリンクエブリイ広島             | 広島県福山市           | ひろしま農林漁業成長支援投資事業有限責任組合                                                  | 40百万円             | 2014年9月11日  |
| 株式会社はらだ牧場                         | 徳島県美馬市           | あわぎん6次産業化投資事業有限責任組合                                                         | 50百万円             | 2014年11月6日  |
| 里山アグリ株式会社                         | 岡山県倉敷市           | トマト6次産業化応援投資事業組合                                                               | 10百万円             | 2014年12月12日 |
| 株式会社食のかけはしカンパニー             | 沖縄県うるま市         | りゅうぎん6次産業化ファンド投資事業組合                                                       | 85百万円             | 2014年12月12日 |
| もったいねーべ株式会社                     | 茨城県水戸市           | とちまる6次産業化成長応援ファンド投資事業有限責任組合                                         | 31百万円             | 2015年1月15日  |
| 株式会社茨城もぎたてファクトリー           | 茨城県東茨城郡茨城町   | 農林水産業投資事業有限責任組合                                                                | 50百万円             | 2015年1月15日  |
| ファンガーデン株式会社                     | 愛媛県松山市           | いよエバーグリーン6次産業化応援ファンド投資事業有限責任組合                                   | 68百万円             | 2015年1月15日  |
| 株式会社岡崎牧場                           | 宮崎県宮崎市           | みやぎん6次産業化投資事業有限責任組合                                                         | 46.7百万円           | 2015年1月15日  |
| 株式会社さつま福永牧場                     | 鹿児島県薩摩郡さつま町 | かごしまアグリクラスター6次産業化投資事業有限責任組合                                         | 10百万円             | 2015年1月15日  |
| 北海道そば製粉株式会社                     | 北海道苫小牧市         | 道銀アグリビジネス投資事業有限責任組合                                                        | 100百万円            | 2015年2月10日  |
| 株式会社どさんこミュゼ                     | 北海道亀田郡七飯町     | 北洋6次産業化応援ファンド投資事業有限責任組合                                                 | 149百万円            | 2015年2月10日  |
| 株式会社岩手ファーマーズミート             | 岩手県奥州市           | きたぎん六次産業化支援ファンド投資事業有限責任組合                                            | 50百万円             | 2015年2月10日  |
| 株式会社さんまいん                         | 山口県美祢市           | 投資事業有限責任組合さいきょう農林漁業成長産業化ファンド                                      | 15百万円             | 2015年2月10日  |
| 株式会社ヴァンベールフーズ                 | 福岡県福岡市           | NCB九州6次化応援投資事業有限責任組合                                                          | 20百万円             | 2015年2月10日  |
| 創成株式会社                               | 福岡県福岡市           | NCB九州6次化応援投資事業有限責任組合                                                          | 20百万円             | 2015年2月10日  |
| ベルグ福島株式会社                         | 福島県伊達郡川俣町     | 農林水産業投資事業有限責任組合                                                                | 125百万円            | 2015年3月2日   |
| 株式会社ポタジエ                           | 和歌山県紀の川市       | ナント6次産業化サポート投資事業有限責任組合                                                   | 45百万円             | 2015年3月2日   |
| 株式会社タケノフードサービス               | 福岡県福岡市           | NCB九州6次化応援投資事業有限責任組合                                                          | 70百万円             | 2015年3月2日   |
| 株式会社ファームクリエイト                 | 熊本県菊池郡菊陽町     | NCB九州6次化応援投資事業有限責任組合                                                          | 42百万円             | 2015年3月2日   |
| 株式会社みずほジャパン                     | 茨城県つくば市         | 常陽 大地と海の成長支援ファンド投資事業有限責任組合                                           | 13.7百万円           | 2015年4月7日   |
| くしもと両濱株式会社                       | 和歌山県東牟婁郡串本町 | SMBC6次産業化ファンド投資事業有限責任組合                                                     | 21百万円             | 2015年4月7日   |
| 株式会社シイカトウ                         | 宮崎県小林市           | みやぎん6次産業化投資事業有限責任組合                                                         | 39百万円             | 2015年4月7日   |
| 株式会社新潟農商                           | 新潟県新潟市           | だいし食品産業活性化ファンド投資事業有限責任組合                                              | 100百万円            | 2015年4月14日  |

## 連携先
| 業務連携先                        | 覚書の締結日   | ホームページ                        |
| --------------------------------- | -------------- | ----------------------------------- |
| 日本政策金融公庫農林水産事業      | 2013年3月21日  | http://www.jfc.go.jp/               |
| 日本プロ農業総合支援機構「J-PAO」 | 2013年7月26日  | http://www.j-pao.org/               |
| 日本貿易振興機構（ジェトロ）      | 2013年7月29日  | https://www.jetro.go.jp/indexj.html |
| JA三井リース                      | 2013年9月11日  | http://www.jamitsuilease.co.jp/     |
| 商工組合中央金庫                  | 2013年11月26日 | http://www.shokochukin.co.jp/       |
| ヤンマー                          | 2014年1月27日  | http://www.yanmar.co.jp/            |
| 沖縄振興開発金融公庫              | 2014年7月24日  | http://www.okinawakouko.go.jp/      |
| 日本通運                          | 2014年7月30日  | http://www.nittsu.co.jp/            |
| 日本農業法人協会                  | 2014年10月15日 | http://hojin.or.jp/                 |